# UFC Fight Night: Lewis vs. dos Santos
UFC Fight Night: Lewis vs. dos Santos (também conhecido como UFC Fight Night 146 ou UFC on ESPN+ 4) foi um evento de MMA produzido pelo Ultimate Fighting Championship no dia 09 de março de 2019, no Intrust Bank Arena, em Wichita, Kansas.

## Contexto
Este evento marca a primeira visita do UFC em Kansas.
A luta dos pesados entre o ex-campeão da categoria Junior dos Santos e o ex-desafiante Derrick Lewis serviu de luta principal do evento.
Com o cancelamento do UFC 233, a luta entre a ex-campeã peso galo do Invicta FC e ex-desafiante da categoria peso pena do UFC Yana Kunitskaya e Marion Reneau foi movida para esse evento.
Daniel Spitz era esperado para enfrentar Jeff Hughes neste evento. Porém, Spitz saiu do combate no dia 16 de fevereiro com uma lesão e foi substituído por Maurice Greene. Hughes e Greene já haviam se enfrentado no circuito regional em abril de 2018 com vitória de Hughes por decisão.

## Bônus da noite
Os lutadores receberam $50.000 de bônus:
- Luta da Noite:  Junior dos Santos vs.  Derrick Lewis
- Performance da Noite:  Niko Price e  Beneil Dariush